# 神獣鏡

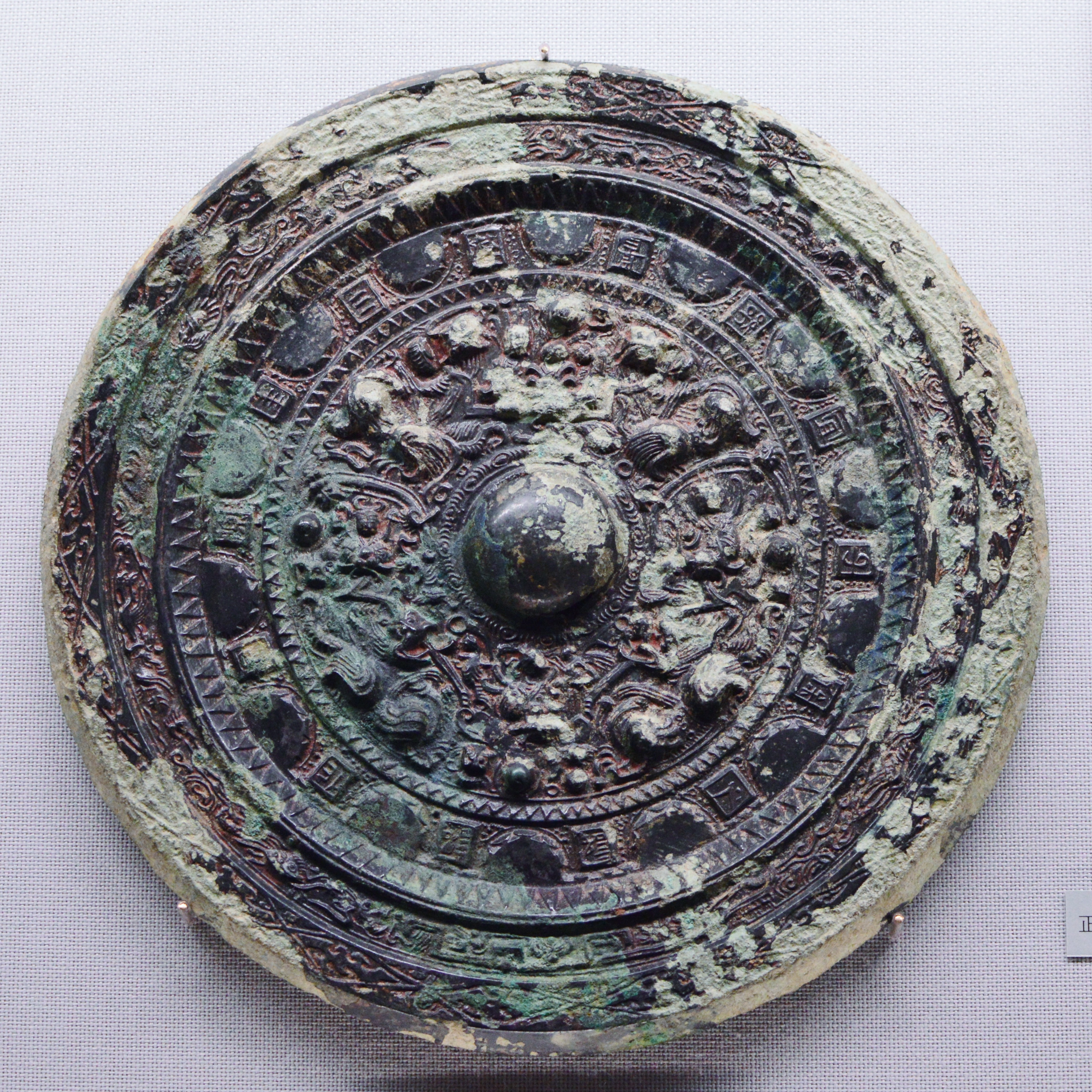
画文帯同向式神獣鏡 景初三年銘 大阪府・和泉黄金塚古墳出土 東京国立博物館蔵 重要文化財

神獣鏡（しんじゅうきょう）とは、古鏡の銅鏡の区分のひとつで神仙界の理想郷を図文化した鏡。鏡の裏の文様が神像と獣像とを半肉彫にしたものを主として組み合わせた文様を持つものがこう呼ばれる。

## 概要
中国では、後漢の中頃から、三国時代を経て、六朝時代に及ぶ時期に製作された。
古代中国において発達した神仙思想によって創生された観念上の世界が表現され、不老長寿の理想を文様化したものといえる。

## 種類
鏡の縁の断面が、平たくなっている平縁（へいえん、ひらぶち）式と、三角形になっている三角縁式（さんかくえん、さんかくぶち）とに大別され、特に三角縁式のものは、魏の明帝が邪馬台国の女王卑弥呼に下賜した銅鏡にあたると言う説があることで知られる。
三角縁神獣鏡

画文帯神獣鏡
日本、中国でも多数出土する。中国で3世紀に製作されたと思われるが、日本では5世紀後半の古墳から出土することがある。日本からは約60面出土している。畿内地域を中心に出土することや2世紀の末頃北部九州の銅矛、畿内や東海地域の銅鐸が姿を消し、画文帯神獣鏡が現れるのが特徴である。兵庫県姫路市四郷町の宮山古墳、大和天神山古墳四面、三重県鳥羽市の伊勢湾に浮かぶ神島（かみしま）の八代神社収蔵の5世紀のものなどが出土しており、その同笵鏡は三重・愛知県下では、三重県多気郡明和町大字上村神崎山一号墳三面、愛知県岡崎市丸山町亀山二号墳一面、また、ほう製鏡（中国鏡を模して日本で製作された鏡）と思われるものは名古屋市双子山古墳一面、奈良県橿原市新沢109号墳、河内郡川車塚（かわちこおりがわくるまづか）、江田船山古墳から出土している。三重県志摩市大王町波切の塚原古墳からも出土、その同笵鏡は稲荷山古墳の礫槨から出土。大阪府和泉市和泉黄金塚古墳から出土の鏡は、魏の景初三年(239)の銘をもつ。
- 放射式 - 栃木県雀宮牛塚古墳・群馬県原前1号墳・静岡県奥の原古墳・愛知県亀山2号墳・三重県井田川町茶臼山古墳
- 同向式 - 埼玉県稲荷山古墳・群馬県観音塚古墳・千葉県大多喜町・三重県塚原古墳・福岡県伝豊前国京都郡

平縁神獣鏡
呉で製作された。揚子江流域の江南地方には、環状乳神獣鏡、重列式神獣鏡、対置式神獣鏡、同向式神獣鏡、求心式神獣鏡などの類がある。桜井茶臼山古墳から破片。
斜縁神獣鏡

- 斜縁変形神獣鏡 - 大和天神山古墳二面。
- 斜縁二神二獣鏡 - 桜井茶臼山古墳から破片、造山三号墳、島根県松江市東出雲町寺床（てらどこ）一号墳、大阪府和泉市の和泉黄金塚。

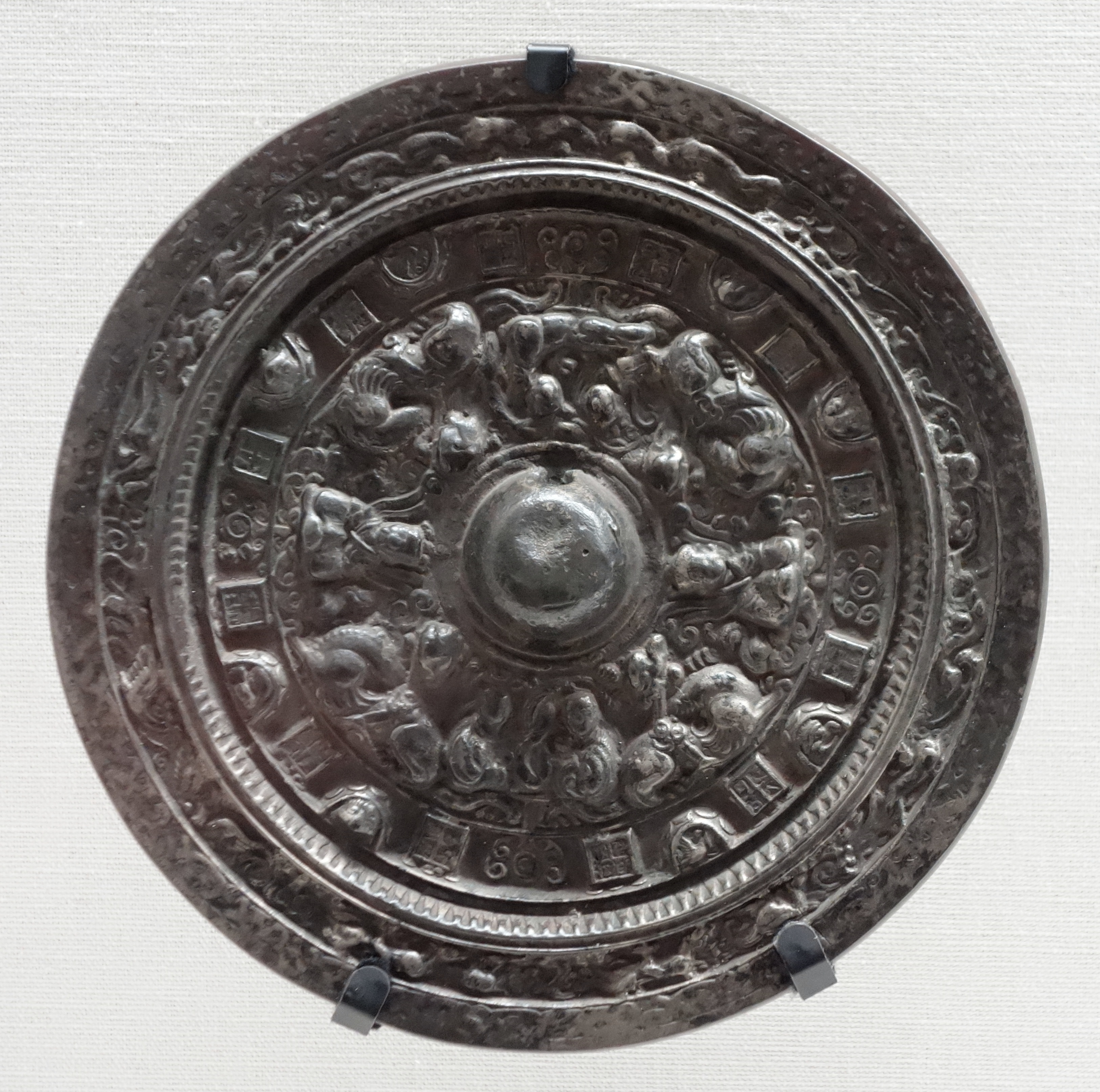
画文帯対置式神獣鏡 熊本県・江田船山古墳出土　東京国立博物館蔵　国宝
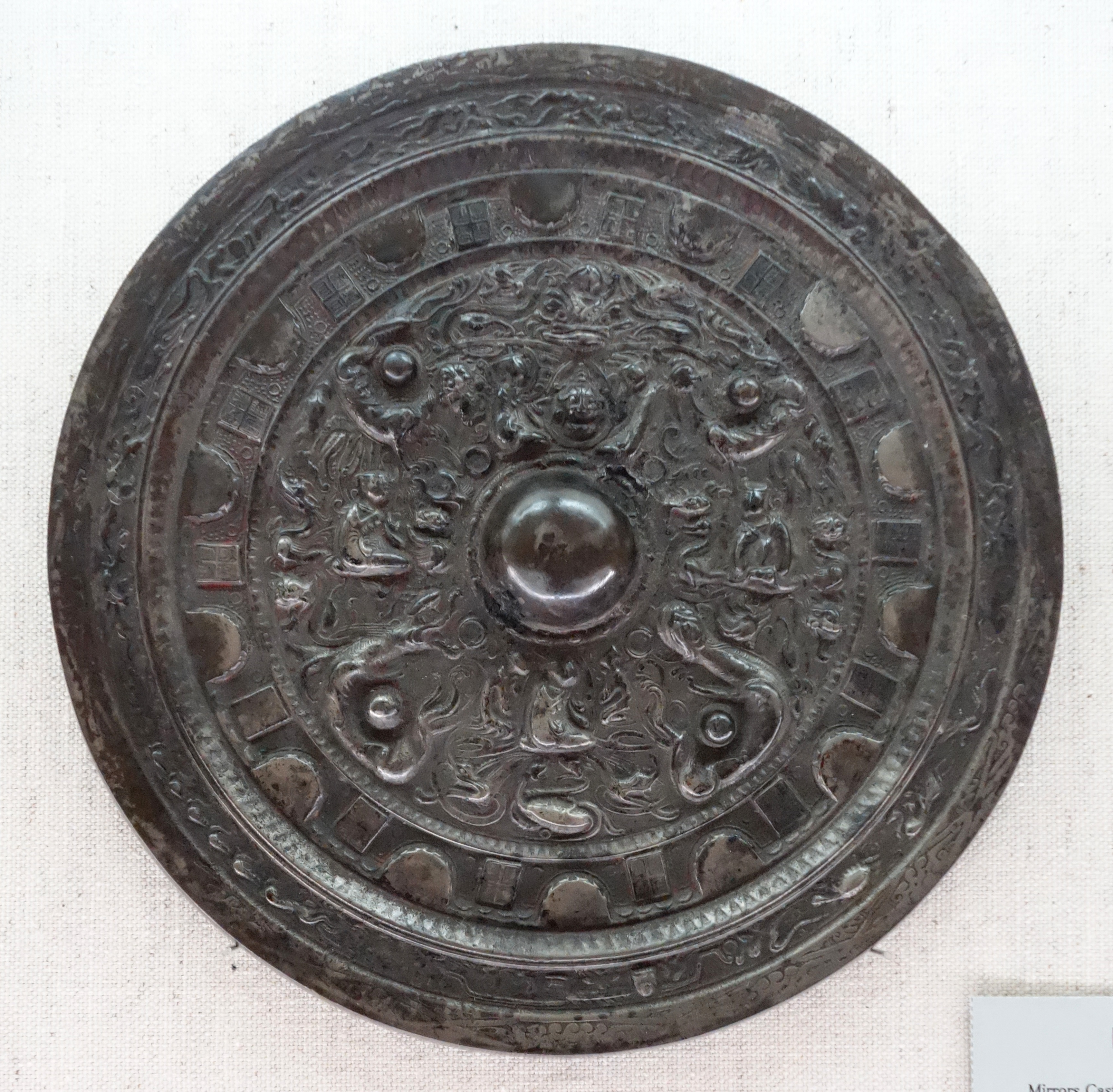
画文帯同向式神獣鏡 熊本県江田船山古墳出土 東京国立博物館蔵 国宝
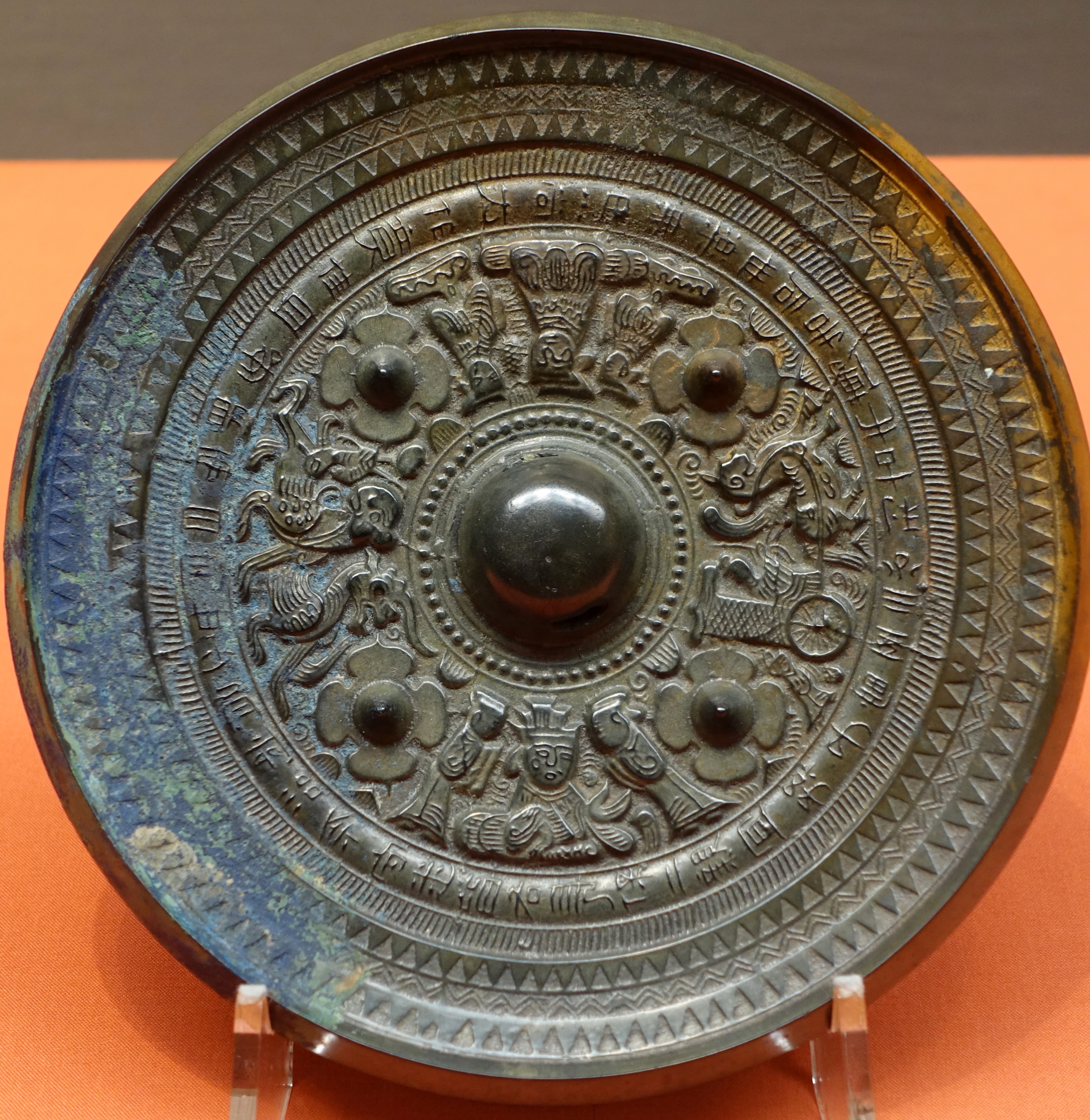
神人車馬画像鏡 奈良県・佐味田宝塚古墳 東京国立博物館蔵 重要文化財
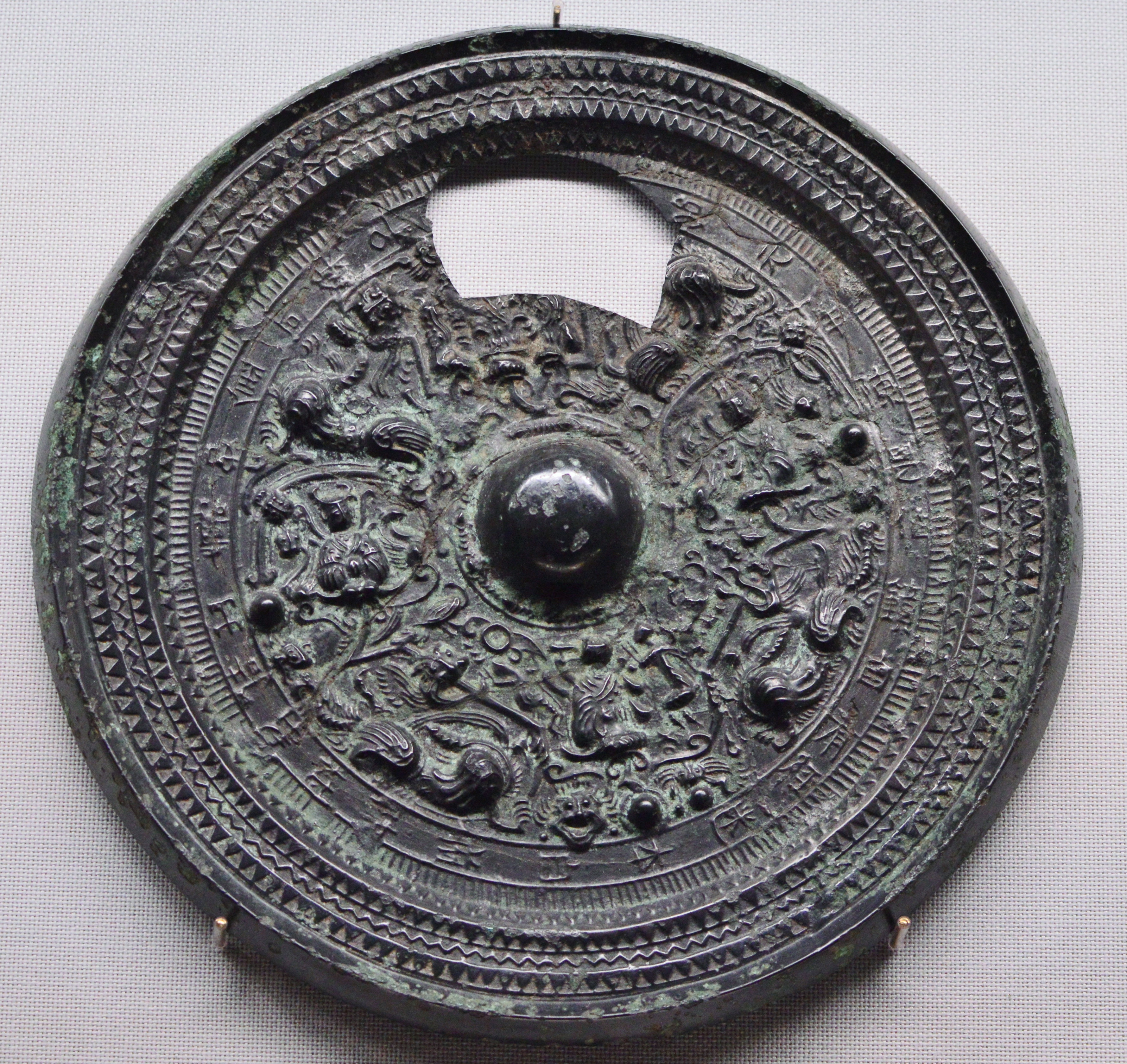
三角縁同向式神獣鏡 「□始元年」（正始元年）在銘 群馬県・蟹沢古墳出土 東京国立博物館蔵 重要文化財
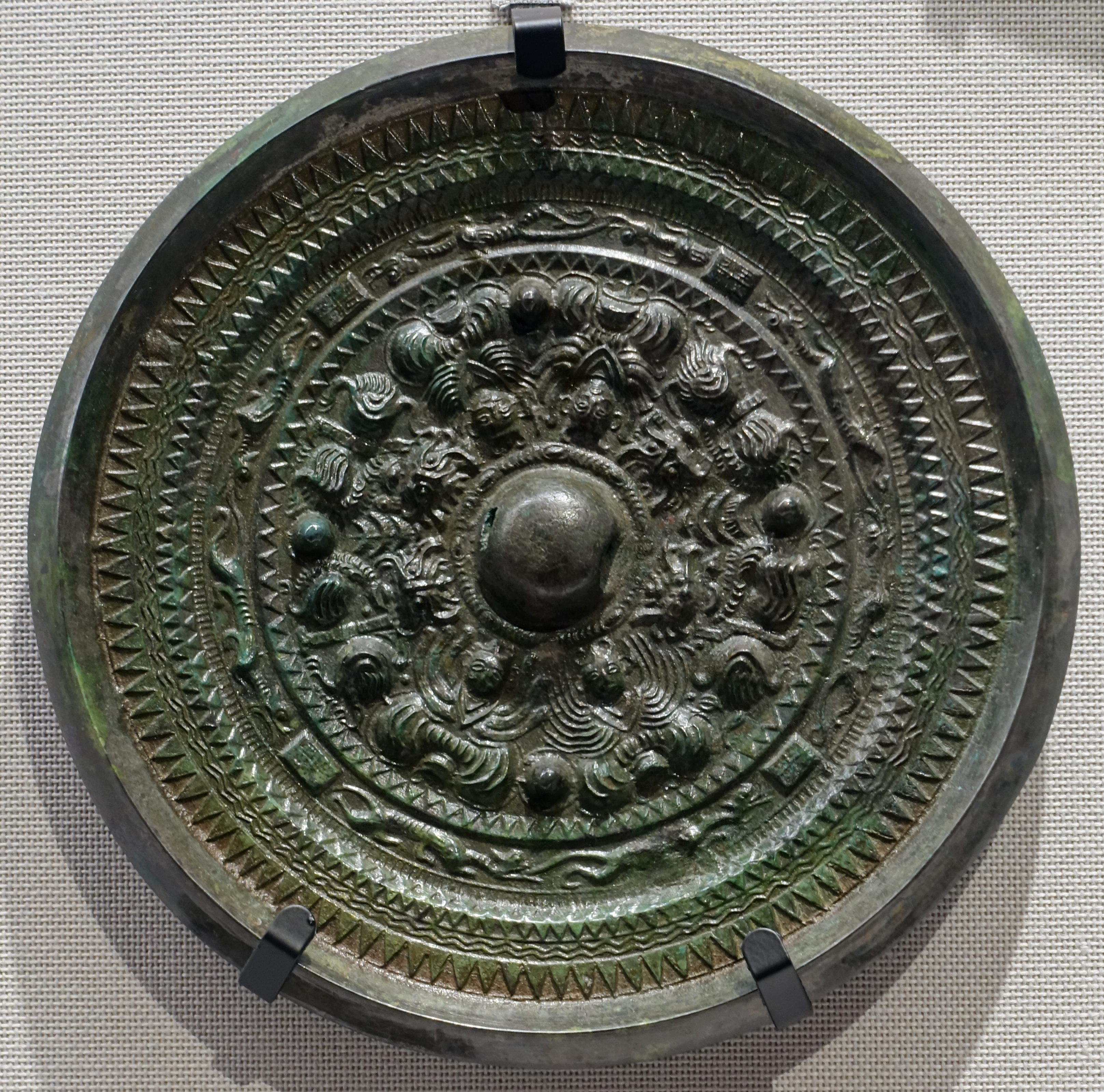
三角縁四神四獣鏡 群馬県・前橋天神山古墳出土 東京国立博物館蔵 重要文化財